# Aterosklerotický plát

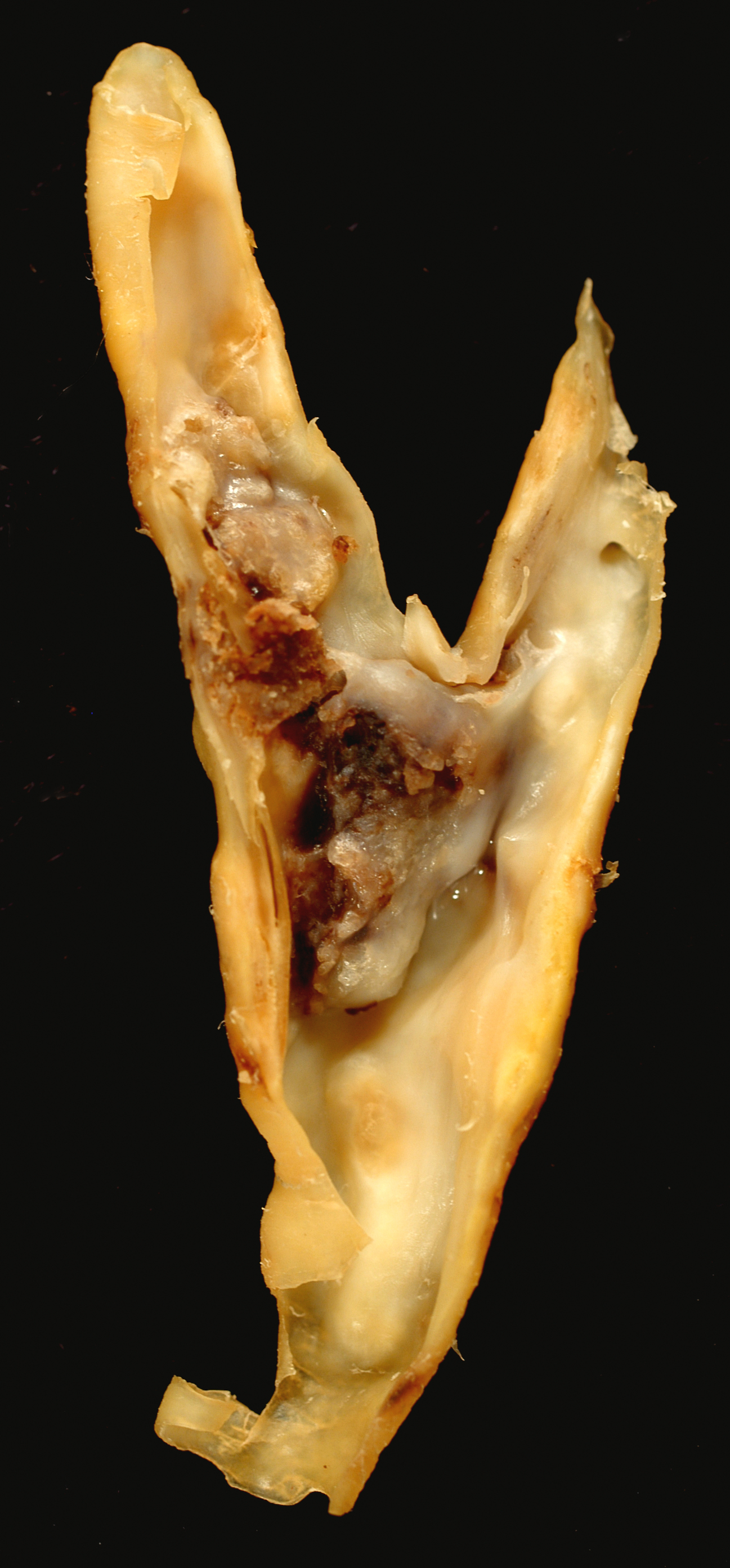
Aterosklerotický plak v karotidě, velké tepně v hrudním prostoru odstraněný v rámci karotické endarterektomie

Aterosklerotický plát či plak (též aterom) je nahromadění tukové hmoty a bílých krvinek ve stěně tepny. Jedná se o příznak aterosklerózy („kornatění tepen“), onemocnění cévní soustavy, jež může za určitých okolností způsobit infarkt či mrtvici – zejména pokud aterosklerotický plak praskne a na jeho povrchu se začne srážet krev (trombóza).

## Struktura
Aterosklerotické pláty jsou nepravidelné ztluštěniny vnitřní vrstvy artérie, tzv. intimy. Skládají se z buněk, nebuněčných složek pojivové tkáně (kolagen), tukového materiálu (cholesterolu) a zbytků mrtvých buněk. Z buněk převažují buňky krevní linie včetně bílých krvinek a buněk zodpovědných za zánět (T-lymfocytů, makrofágů, žírných buněk), dále se tam nachází i buňky endotelu a hladké svaloviny.

## Vznik
V minulosti se vznik aterosklerotických plaků vysvětloval jako prosté a pasivní usazování cholesterolu ve stěně cév. Dnes je obrázek o poznání složitější. Aterosklerotické plaky vznikají na podkladě imunitních reakcí ve stěnách cév a zjednodušeně se tak jedná vlastně o chronické zánětlivé onemocnění. Lipoproteiny LDL (tzv. zlý cholesterol) se v první fázi skutečně akumulují ve stěně cév. Následně tam jsou oxidovány účinkem mnoha enzymů a volných radikálů. Brzy vzniká ideální cíl pro přirozenou tělní imunitu, vzniká tak zánět. Makrofágy se začnou plnit fagocytovaným cholesterolem a stávají se tzv. pěnitými buňkami (foam cells). Záhy se aktivují také složky adaptivní imunity včetně T-lymfocytů.
Plaky začínají jako relativně neškodné tukové shluky, pozorovatelné často i u osob mladého věku a nezpůsobující pozorovatelné příznaky. Obsahují však již cholesterol a buňky imunitního systému. Postupem času může, ale nemusí dojít k vývoji nekrotizujících buněk, hromadění zbytků buněk a cholesterolových krystalů. Tyto struktury jsou uloženy v jakémsi vazivovém pouzdře. S růstem plaků dochází k stenóze (zužování cév), což může vést k vážným onemocněním cévní soustavy. Vážné je to zejména proto, že ke vzniku aterosklerotických plátů dochází velmi snadno v prvních několika centimetrech délky srdečních koronárních tepen – pokud se tyto ucpou, dojde k infarktu myokardu.